# 조정제
조정제(趙正濟, 1936년 2월 28일~2014년 10월 3일)는 대한민국의 정치인이다. 제11대 국회의원을 지냈다.

## 학력
- 회원초등학교 졸업
- 마산동중학교 졸업
- 마산상업고등학교 졸업
- 서울대학교 법과대학 졸업

## 경력
- 고등고시 사법과 행정과 합격
- 육군법무관
- 인천지방검찰청 검사
- 서울지방검찰청 검사
- 변호사
- 민정당 정책위원회 부의장
- 국회예산결산ㆍ올림픽특별위원회 위원

## 역대 선거 결과
|  | 18.11% |

|  | 27.61% |